# Friedrich Adam Hiller
Pour les articles homonymes, voir Hiller.
Friedrich Adam Hiller (ou Hüller), né le 26 décembre 1767 à Leipzig et mort le 23 novembre 1812 à Königsberg (aujourd'hui Kaliningrad), est un chef d'orchestre, compositeur et ténor allemand.

## Biographie
Friedrich Adam Hiller naît le 26 décembre 1767 à Leipzig,. Il est le fils de Johann Adam Hiller.
Il étudie la musique avec son père et commence une carrière de chef d’orchestre dans divers théâtres de province en Allemagne.
En 1783, il donne des représentations réussies à Leipzig. En 1789, il fait ses débuts sur scène à Rostock dans le rôle de Roméo dans Roméo et Juliette (peut-être une mise en scène de Georg Benda). En 1790, il est nommé directeur d'une société musicale à Schwerin, où sa musique de scène pour le drame allégorique La Biondetta est accueillie avec enthousiasme (1792). Lorsque le Nationaltheater d'Altona est achevé (1796), il est appelé comme directeur musical de son orchestre soigneusement sélectionné, et en 1799, il prend la direction musicale du théâtre de Königsberg.
Friedrich Adam Hiller meurt le 23 novembre 1812 à Königsberg.

## Œuvres
Il a composé des opérettes et de la musique de chambre. Il a écrit six quatuors à cordes, publiés par Spehr de Brunswick. Ses œuvres vocales ressemblent beaucoup à celles de son père. Seuls quelques éléments de son œuvre scénique nous sont parvenus. 

### Opérettes
- Biondetta (Schwerin, 1792)[3].
- Das Schmuckkästchen (Königsberg, 1804)[3].
- Die drei Sultaninen (Königsberg, 1809)[3].